# Cantone di Confolens-Sud
Il Cantone di Confolens-Sud era una divisione amministrativa dell'arrondissement di Confolens.
A seguito della riforma approvata con decreto del 20 febbraio 2014, che ha avuto attuazione dopo le elezioni dipartimentali del 2015, è stato soppresso.

## Composizione
Comprendeva parte del comune di Confolens e i comuni di:
- Abzac
- Brigueuil
- Brillac
- Esse
- Lesterps
- Montrollet
- Oradour-Fanais
- Saint-Christophe
- Saint-Germain-de-Confolens
- Saint-Maurice-des-Lions